# Malburgen (wijk)
Malburgen is een wijk in de stad Arnhem. De wijk maakt deel uit van het stadsdeel Arnhem-Zuid en is vernoemd naar de voormalige buurtschap Malburgen. Malburgen bestaat uit Malburgen-West, Malburgen-Oost (Noord) en Malburgen-Oost (Zuid).
Malburgen telt meer dan 120 verschillende nationaliteiten en is daarmee een multiculturele wijk in Arnhem.

## Geschiedenis
De gemeente Arnhem gaf in 1927 opdracht aan het architectenbureau Granpré Molière, Verhagen en Kok om een uitbreidingsplan te maken voor de zuidelijke Rijnoever, die tot dan toe vrijwel onbewoond was. De plannen voorzagen in een grote wijk Malburgen die onderdak zou moeten bieden aan 18.000 huishoudens. Tijdens de bouw van de Oude Rijnbrug, de huidige John Frostbrug, werd de polder Malburgen voorzien van dijken en gemalen. Ook werd er direct ten noorden van de bandijk in een oude stroomgeul de Groene Rivier aangelegd voor een betere afvoer van hoogwater van de Rijn.
In 1937 werd begonnen met de bouw van Malburgen en bij het uitbreken van de Tweede Wereldoorlog in 1940 waren ongeveer 360 huizen gereed. Gedurende de oorlogsjaren werd er doorgebouwd, maar als gevolg van de schaarste aan bouwmaterialen en mankracht vlotte het werk niet. Malburgen was een van de wijken die op 22 februari 1944 werd getroffen door het bombardement door Amerikaanse bommenwerpers. Ook tijdens de Slag om Arnhem werd een groot deel van Malburgen verwoest.
In maart 2007 werd de wijk met 39 andere wijken door minister Vogelaar van Wonen, Wijken en Integratie op de lijst gezet van veertig wijken die voor verbetering in aanmerking komen.

## Foto's

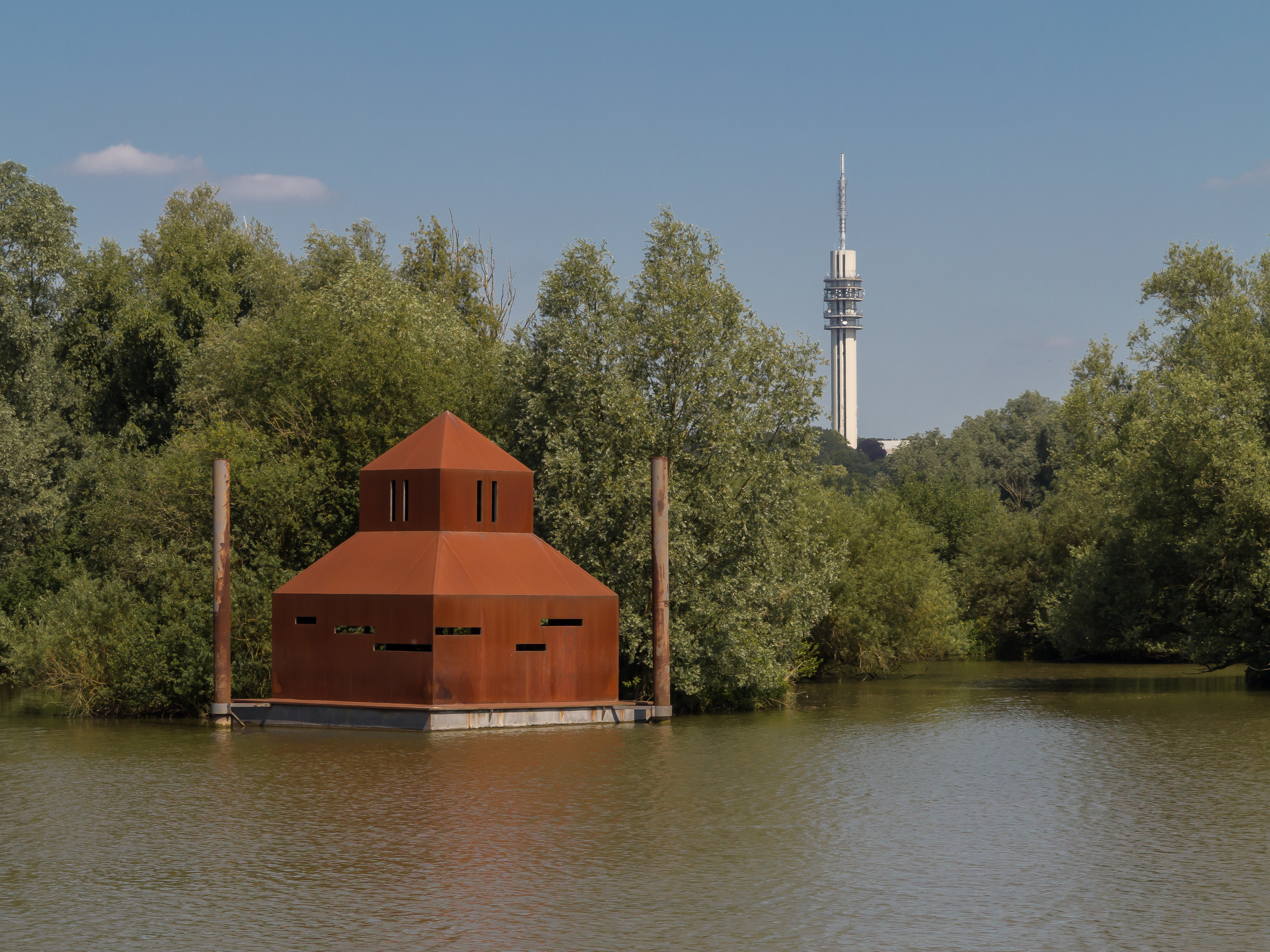
Meinerswijk, de vogelkijkhut
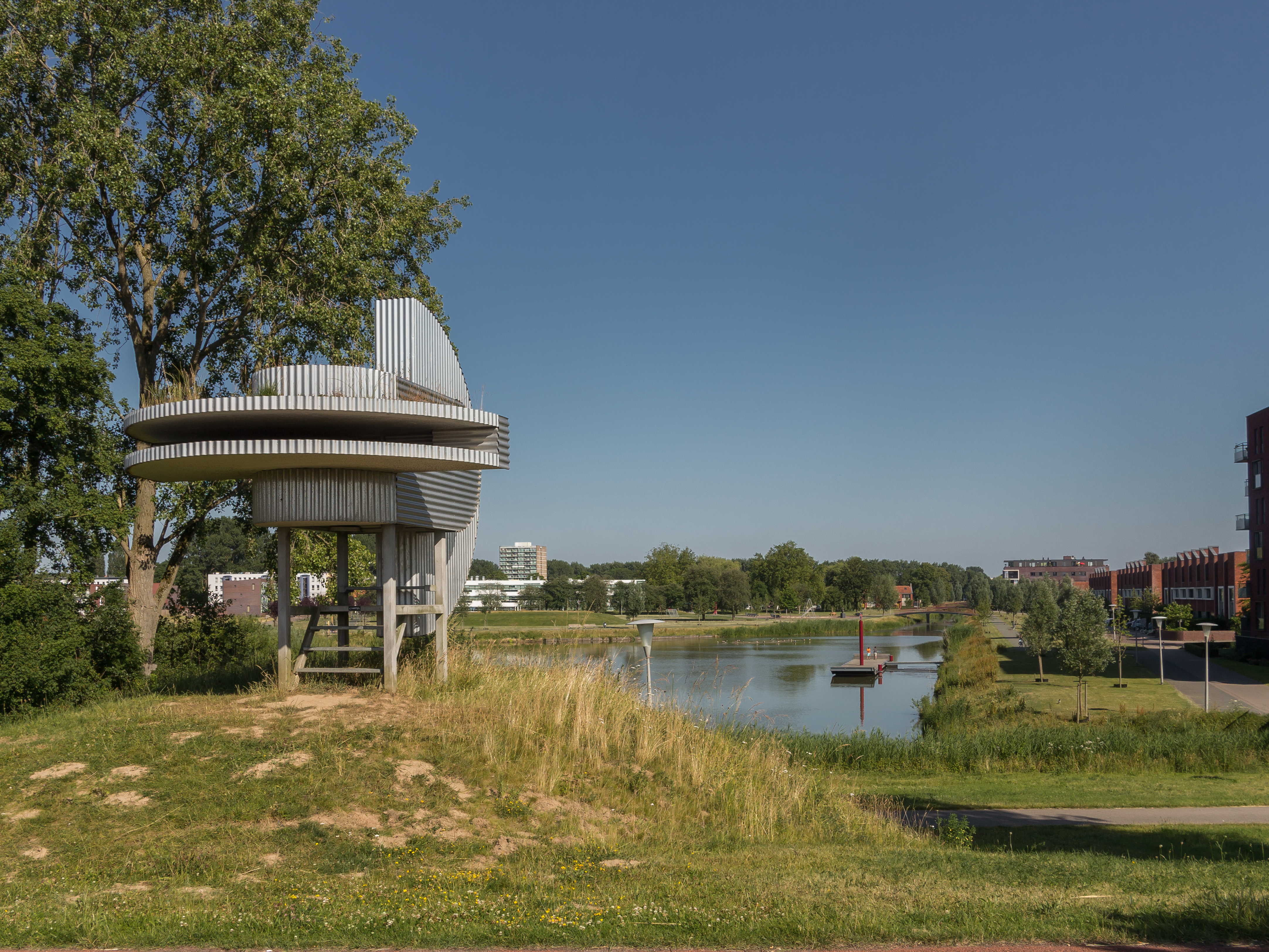
Malburgen west, sculptuur aan de Eldenseweg-Fonteinkruidstraat
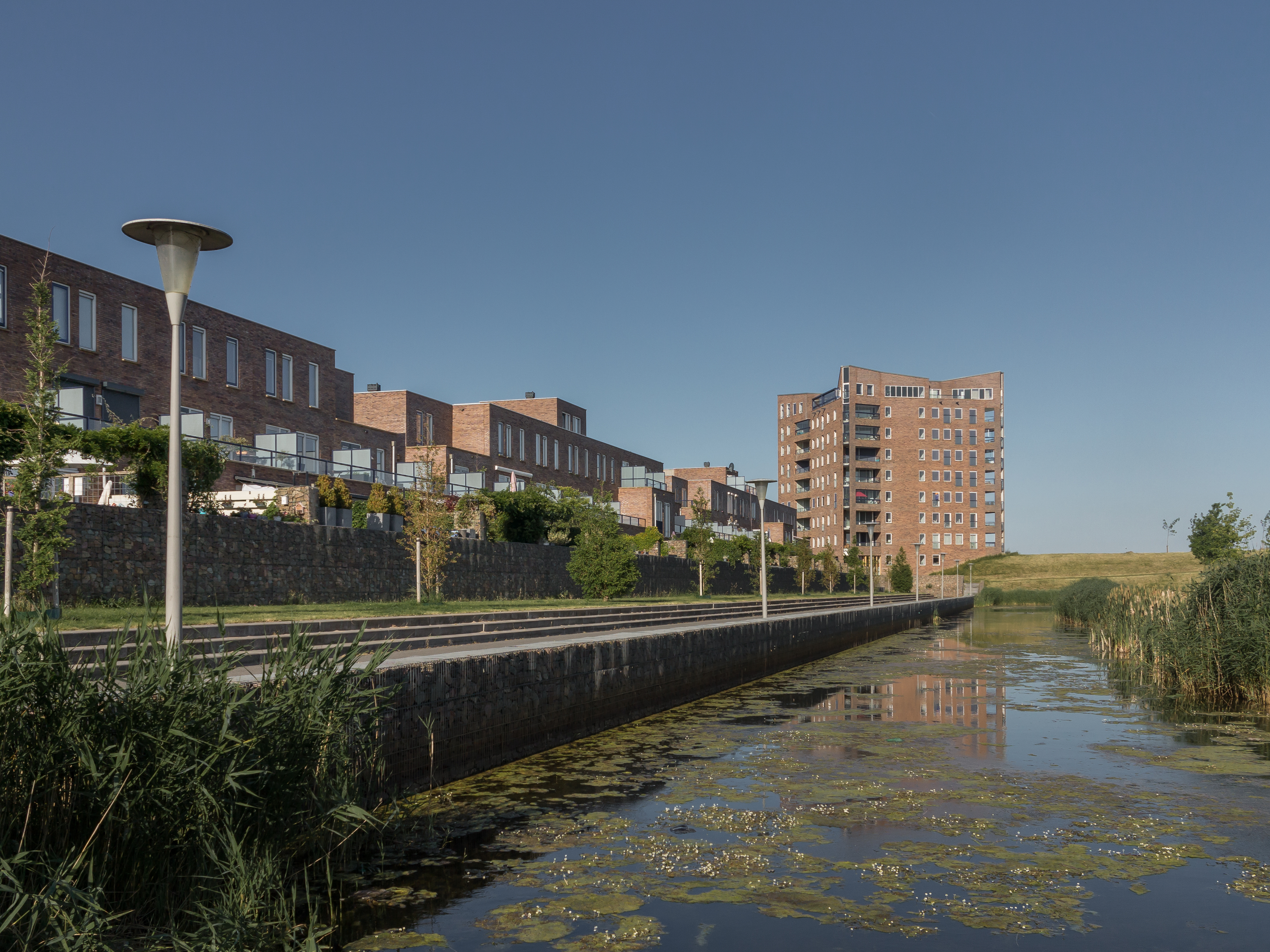
Stadseiland, de Wijdserijn in straatzicht
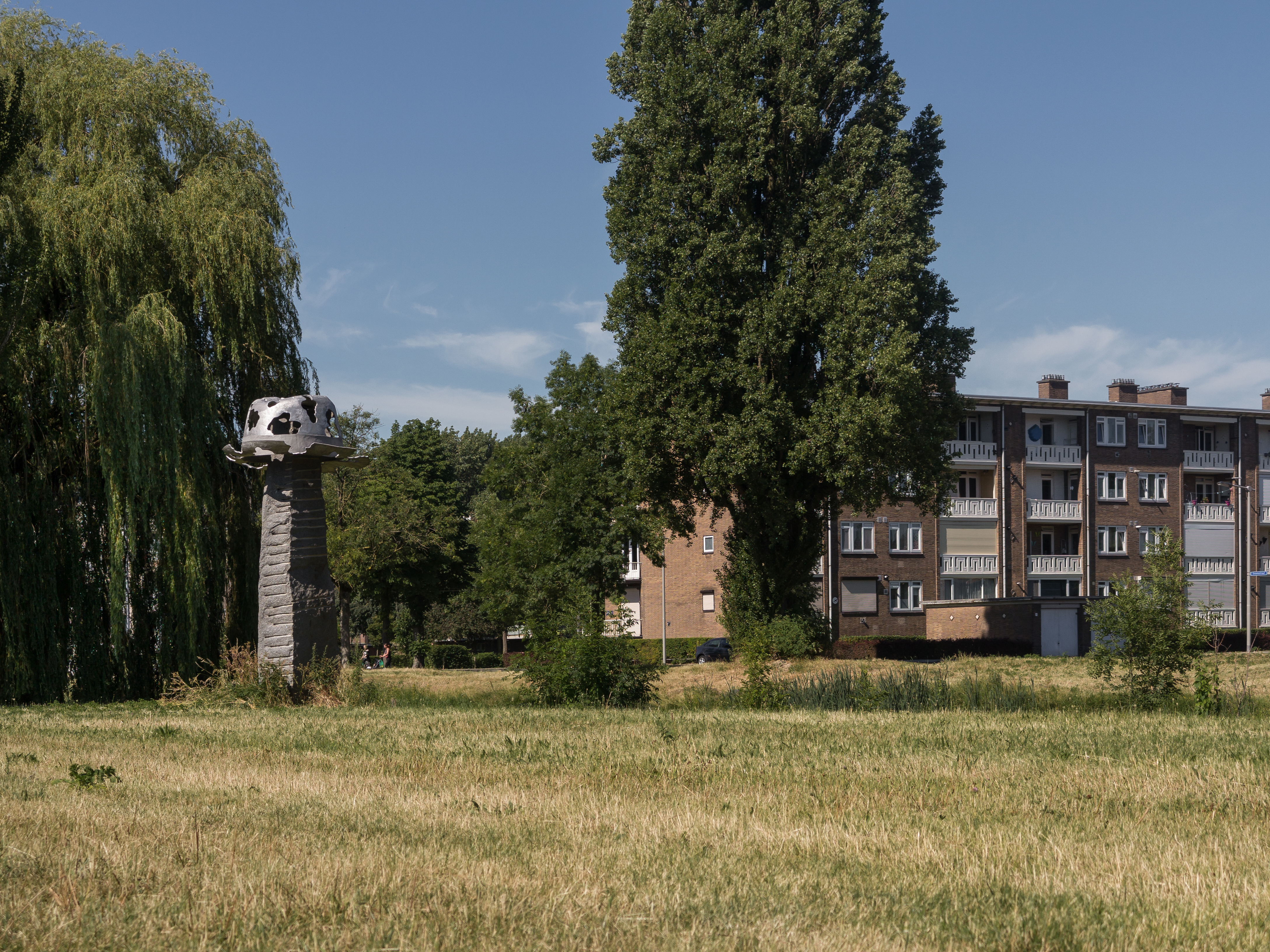
Malburgen oost, sculptuur bij de Snoekstraat
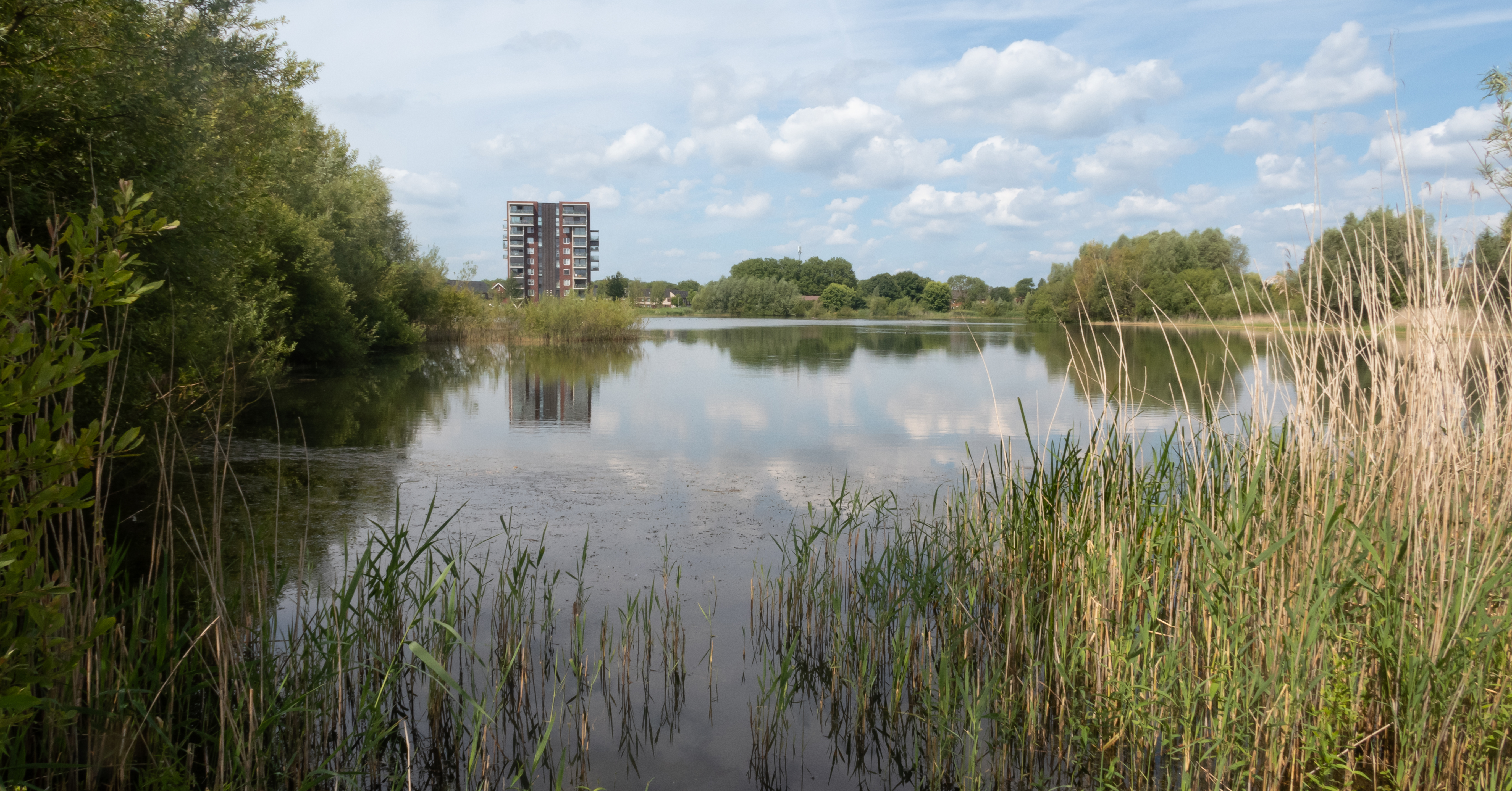
Malburgen, het Eimersweide Meer
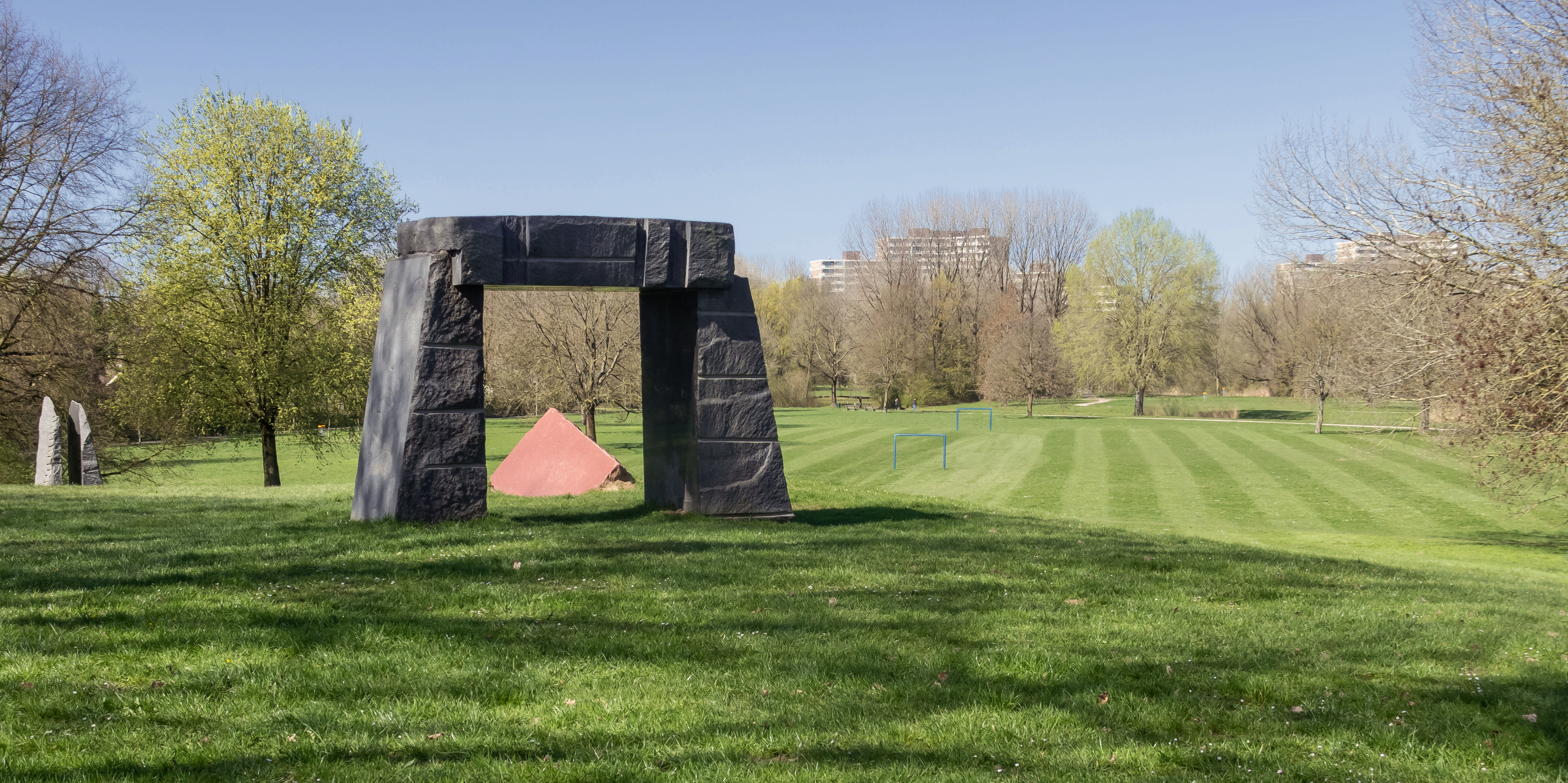
Immerloopark, de Poort van de Zon
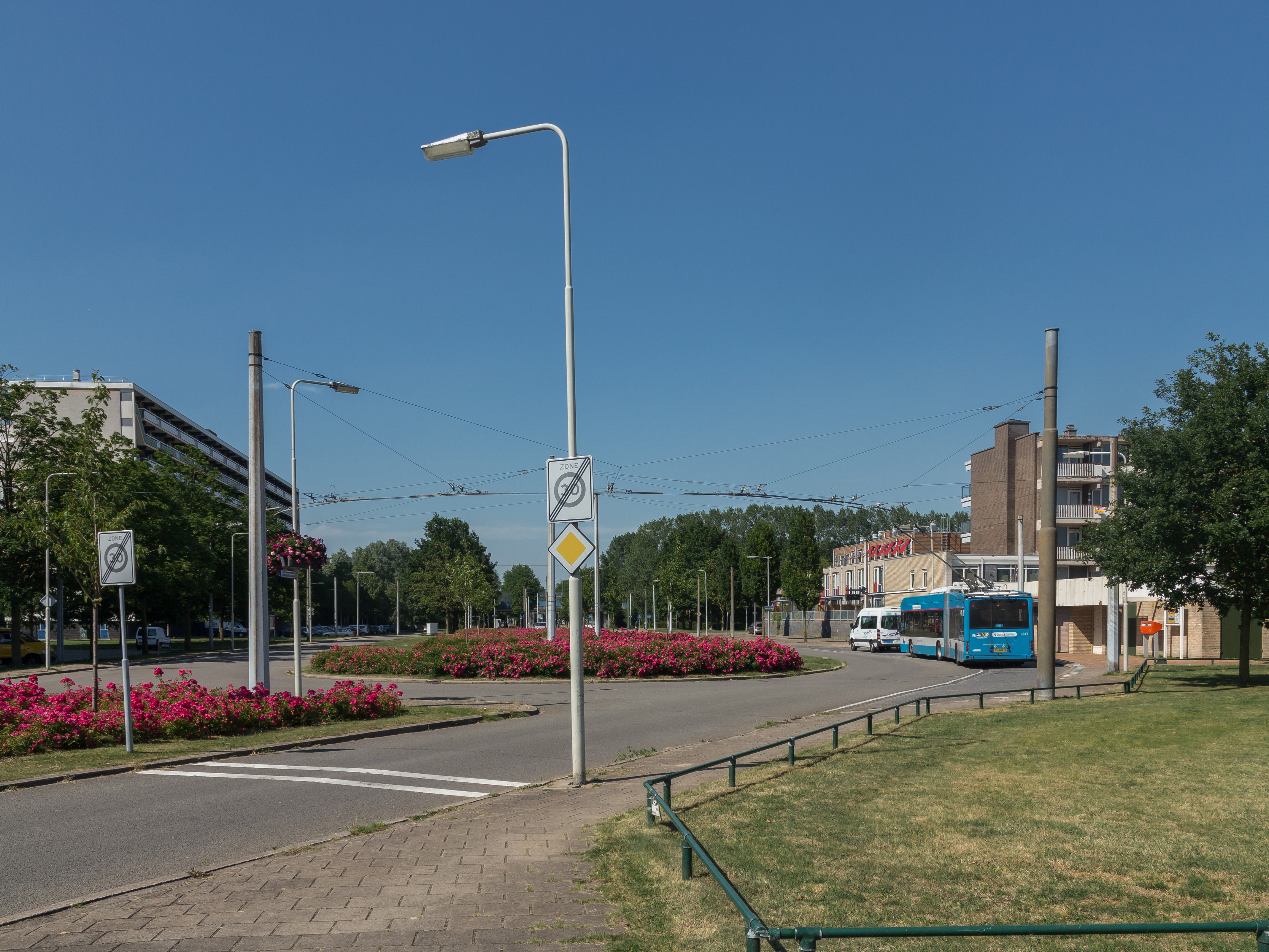
Het Duifje, eindhalte trolleybus

## Indeling

### Malburgen-West
Malburgen-West bestaat uit de woonwijk Malburgen-West en het uiterwaardengebied Meinerswijk en De Praets.

### Malburgen-Oost (Noord)
Malburgen-Oost (Noord) bestaat uit de buurten Groene Weide en Kamillehof en Bakenhof, waar Stadseiland een deel van is.

### Malburgen-Oost (Zuid)
Malburgen-Oost (Zuid) bestaat uit de buurten Middelgraaflaan, Zeegsingel, Immerloo I en II en Het Duifje.